# Beverly Hills (Florida)
Beverly Hills statisztikai település az USA Florida államában, Citrus megyében. Lakosainak száma 9961 fő (2020. április 1.).

## Népesség
A település népességének változása:
| Lakosok száma | 8317 | 8445 | 9961 |
|               | 2000 | 2010 | 2020 |